# Ribollita

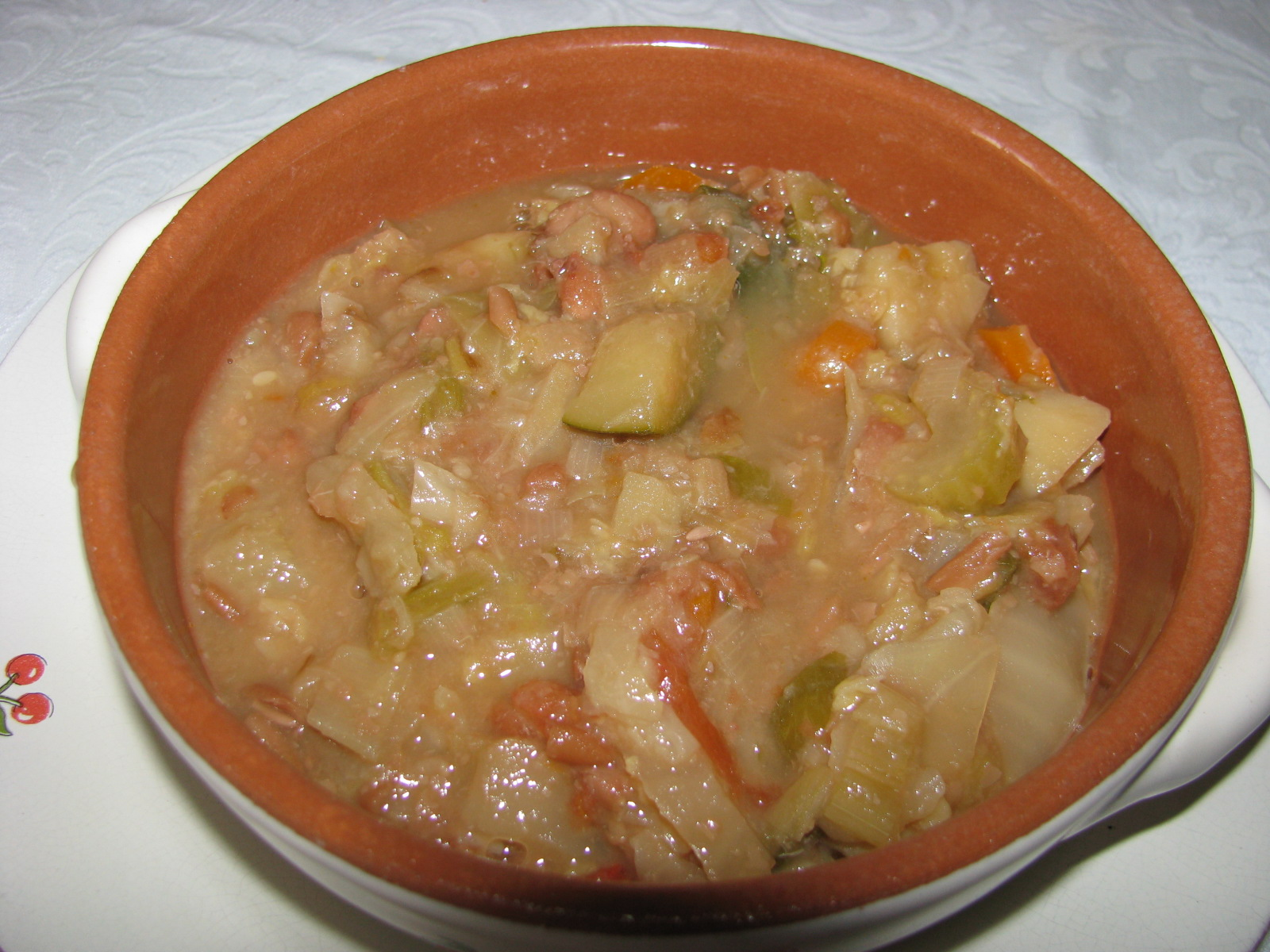
Ribollita

Ribollita, czyli toskańska zupa z fasoli – gęsta zupa (potage), będąca jednym z najbardziej znanych dań Toskanii. Według przewodników kulinarnych, zupa najlepiej smakuje następnego dnia po ugotowaniu i stąd jej nazwa ribollita – „ugotowana na nowo”. Zupa jest popularna zwłaszcza w regionie Florencji i Arezzo, a jej podstawowymi składnikami są fasola (borlotti, toscanelli lub cannellini), kapusta czarna (wł. cavolo nero, bot. brassica oleracea convar. acephala var. viridis – nie mylić z polską potoczną „czarną kapustą”), współcześnie zastępowana mieszanką białej i włoskiej, czerstwy chleb (stąd też włoska nazwa minestra di pane, czyli „zupa chlebowa”) i przeróżne warzywa. Danie to wywodzi się z biednej kuchni chłopskiej, gdzie by nie marnować resztek warzyw i chleba, duszono je (ribollito) na oliwie, a następnie gotowano. Współcześnie chleb w zupie zastępowany jest ziemniakami, a pieczywo podaje się osobno (np. chleb podsmażany na oliwie z czosnkiem i posypywany parmezanem).